# Clavelinidae
Clavelinidae zijn een familie van zakpijpen (Ascidiacea) uit de orde van de Aplousobranchia.

## Geslachten
- Clavelina Savigny, 1816
- Euclavella Kott, 1990
- Nephtheis Gould, 1856
- Pycnoclavella  Garstang, 1891